# Christian Demirtas
Christian Demirtas (Offenbach am Main, 25 de maio de 1984) é um técnico e ex-jogador de futebol alemão de origens síria e turca. Jogava como zagueiro e passou por vários clubes alemães como Syrianska FC (2012-2014), SV Wiesbaden (2014, onde marcou 3 gols) e Würzburger Kickers (2014-2016).  Atualmente ele é técnico do Würzburger Kickers.